# Barre, New York
Barre är en administrativ enhet, en kommun (town), i södra delen av Orleans County, New York. Kommunen är uppkallad efter Barre, Massachusetts varifrån en av de första bosättarna kom. 
Kommunen grundades den 6 mars 1818 genom en delning av kommunen Gaines. 1875 delades kommunen och Albion bildade då en egen kommun. Sedan dess består Barre mestadels av landsbygd med några mindre byar, såsom Barre Center som ligger centralt i kommunen rakt söder om Albion.
I norr gränsar kommunen mot Albion, i öster mot Clarendon, i söder mot Elba och Oakfield, båda i Genesee County samt mot Shelby i väster.

## Politik
Kommunen styrs av ett valt råd om fem personer varav en valts till supervisor.
Kommunens skatteintäkter finansierar bland annat skolungdomars skolgång. Idag finns det dock ingen skola i kommunen, utan alla barn pendlar till Albion.